# Guillermo de Croy

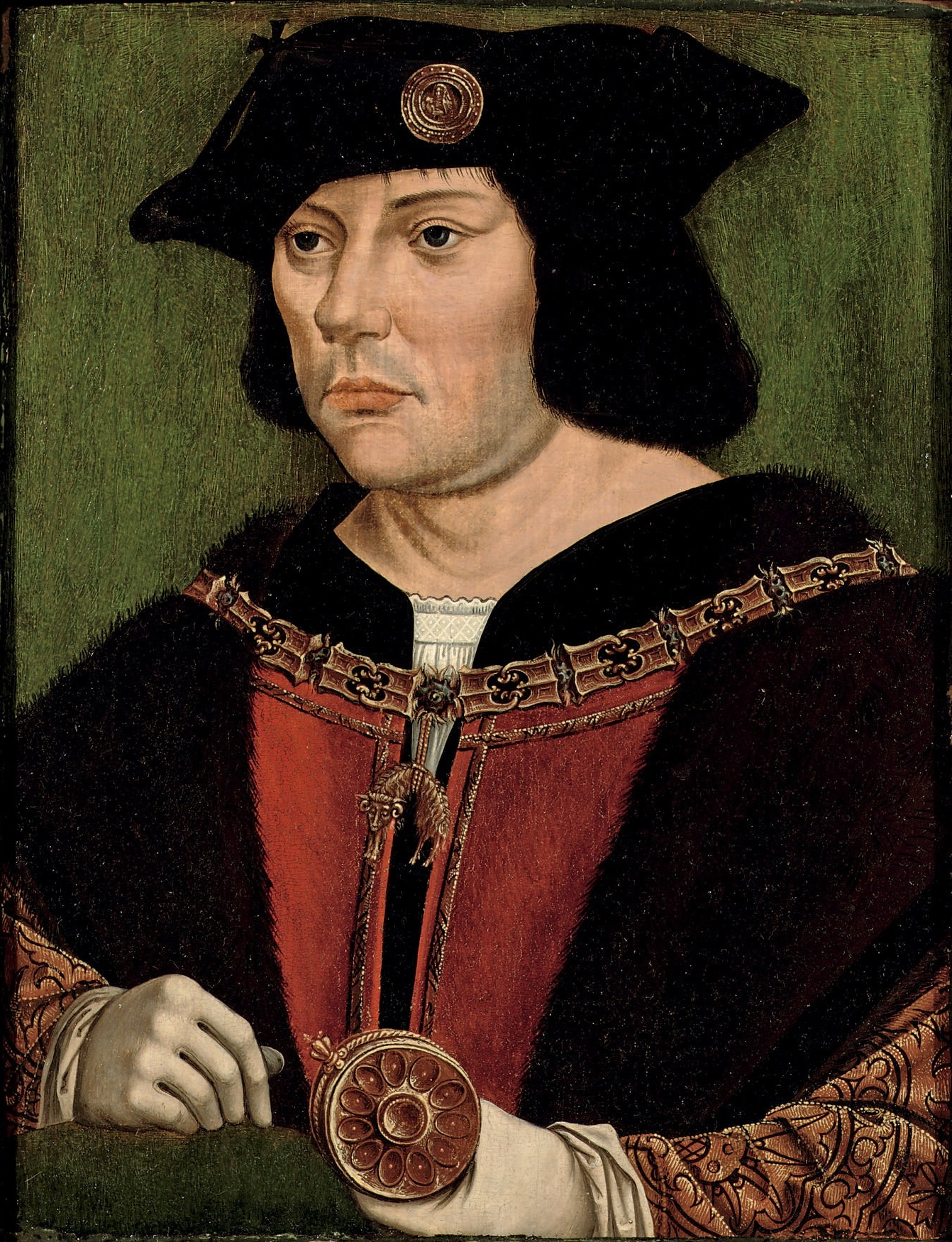
Retrato de Guilherme de Croy, por volta de 1480.

Guilherme de Croy (c. 1458 - 28 de maio de 1521) (também conhecido como: Guillaume II de Croÿ, sieur de Chièvres em francês; Guillermo II de Croÿ, señor de Chièvres, Xevres ou Xebres em espanhol; Willem II van Croÿ, heer van Chièvres em holandês) foi um nobre e político do Sacro Império Romano-Germânico, principal tutor e primeiro camareiro de Carlos V.

## Biografia
Nascido em Chièvres, Hainaut, Guillaume II de Croÿ veio da antiga família nobre flamengo-borgonhesa Croÿ. Ele era o segundo filho de Philippe I de Croÿ e de Jacqueline de Luxemburgo. Adquiriu do pai os domínios de Chièvres e Beaumont em 1485, e no mesmo ano casou-se com a viúva María Magdalena de Hamal. 
Quando seu pai se tornou tutor de Filipe I de Castela, Guillaume se tornou amigo do jovem duque e alcançou um rápido crescimento político. Foi um dos mais eminentes membros do chamado partido francês da corte. Em 1486, foi nomeado cavaleiro por Maximiliano, em cujo serviço se destacou quando, em 1488, foi nomeado capitão da cidade e castelo de Huy. Foi eleito Cavaleiro do Tosão de Ouro em 1491. Tornou-se parte da corte de Filipe, o Belo, em 1494; com a morte do duque, tornou-se parte do conselho de regência e assumiu a responsabilidade principal pelas finanças dos Países Baixos, além de ser o comandante supremo. Também foi primeiro camareiro de Maximiliano.
Em 27 de abril de 1509, Guilherme foi nomeado tutor principal do jovem arquiduque Carlos, substituindo Carlos de Croÿ, príncipe de Chimay. Guilherme ajudou Carlos a obter o título de duque da Borgonha e o removeu da corte de Margarida da Áustria para poder influenciar melhor Carlos. O jovem dependia do conselho de Guilherme, que conspirou para que ele fosse declarado maior de idade aos quinze anos e nomeado seu Grande Camareiro. Carlos nomeou Guilherme para seu primeiro conselho em 1515 e recompensou-o com o Ducado de Sora e Arce, e Roccaguglielma em 1516. Carlos elevou Beaumont a condado e Aarschot (que Guilherme herdou de seu pai em 1511) a margraviado.
Guilherme também foi Grão-Bailli de Hainaut (1497-1503); Stadtholder de Namur (1503-1509); Almirante do Reino de Nápoles e almirante-chefe de todos os países (em 1516); Contador-Chefe do Tesouro de Castela (em 1516, embora posteriormente vendido). Em 1516, administrou o tratado de Noyon entre Carlos e Francisco I. O Senhor de Chièvres foi naturalizado castelhano em 14 de novembro de 1517. Foi a conselho de Guilherme que Carlos enviou seu irmão Fernando para fora da Espanha. Guilherme também providenciou para que seu sobrinho de mesmo nome, fosse nomeado arcebispo de Toledo; esta nomeação causou problemas a Carlos mais tarde, pois a nomeação de um jovem estrangeiro não qualificado ofendeu a sensibilidade dos espanhóis e ajudou a provocar a revolta dos plebeus.
Guilherme insistiu que Carlos se tornasse candidato às eleições imperiais de 1519 e esteve presente na Dieta de Worms em 1521, onde se opôs à violenta perseguição de Martinho Lutero e dos seus seguidores. Morreu em Worms e a causa foi registrada como veneno. Foi sepultado em Hervelée. Guillermo não teve filhos de seu matrimônio. Foi sucedido por seu sobrinho, Felipe II de Croÿ.
Foi representado pelo ator Helio Pedregal na série de televisão de ficção histórica Carlos, Rey Emperador (2015–2016).